# Тищенко Микола Павлович
Мико́ла Па́влович Ти́щенко (нар. 6 (19) грудня 1911, с. Уздиця — 27 грудня 2004, м. Київ) — український архітектор-художник, член Національної спілки архітекторів України, професор Національної академії образотворчого мистецтва і архітектури.

## Біографія
Народився в селі Уздиця (нині Шосткинського району Сумської області) в селянській родині Тищенків – Павла Порфировича (1874–1911) і Тетяни Овдіївни (1875–1947). За кілька днів батько помер від тифу. Залишившись із шістьма дітьми, мати спромоглася всіх їх згодом вивести в люди. 
Закінчив 1927 р. Ярославецьку школу Глухівського району тоді Чернігівської області, 1932 р. – Київський технікум зв'язку. Далі відбув строкову службу в збройних силах у 1933–1935 рр. (15 кавалерійський полк). У 1935–1941 р. навчався у Київському художньому інституті у проф. В. Кричевського, В. Заболотного, І. Моргілевського. Отримав диплом за фахом архітектор-художник.
Одружився 1940 р. з Анною Степанівною Рибалко-Тищенко (1917–2002), вчителькою-філологом за освітою. Син Костянтин Миколайович Тищенко.
Учасник німецько-радянської і радянсько-японської воєн. У 06.1941–01.1946 курсант, технік, інженер телеграфу, у діючій армії в складі 50 і 119 окр. полку зв'язку Північно-Кавказького фронту (1941–1943), 716 окр. дивізіону зв'язку 3 і 4 Українського, 3 Білоруського, 1 і 2 Прибалтійського фронту (1944–1945) – вузол зв’язку Ставки Верховного Головнокомандувача військ Радянської Армії. 
Від 1946 р. працював в архітектурно-проєктних майстернях Києва. У 1949–1956 – викладач архітектурного проєктування Київського інженерно-будівельного інституту. 1957–1997 – викладач, доцент, професор (1992), декан архітектурного факультету (1963–1970) Київського художнього інституту. Після відновлення Української Академії мистецтва одержав диплом її професора (1992). Серед учнів – М. І. Кислий
Помер 27 грудня 2004 у віці 93 років у Києві. Похований в одній могилі з дружиною на Берковецькому кладовищі (ділянка № 116).

## Творчість
Проєктував і реконструював житлові та громадські будівлі:
- відбудова будинку Центрального телеграфу[2] по Володимирській, 10 (за проєктним завданням також надбудовано 4-й поверх, 1953);
- житлові будинки в Києві: Петлюри, 10; вул. Кропивницького, 12 (1954); Франка, 9 (реконструкція) та ін.;
- інтер'єри фірмових магазинів «Ноти», «Ізопродукція» (Хрещатик, 24; не збереглися);
- пам'ятник В. С. Земляку на Байковому кладовищі (у співавторстві зі скульптором І. В. Макогоном, 1982);
- меморіальні дошки (у співавторстві зі скульптором І. В. Макогоном);
- проєкт комплексу споруд Державних історичних архівів УРСР (затверджений керівником МВС УРСР Т. А. Строкачем 1951 р.; після дальших кількаразових скорочень проєктного замовлення з поетапною заміною ансамблю з чотирьох корпусів на два і зрештою один М. П. Тищенко відкликав свій підпис автора настільки зміненого проєкту). В маловпізнаваному вигляді будівлю реалізовано у 1970 році.

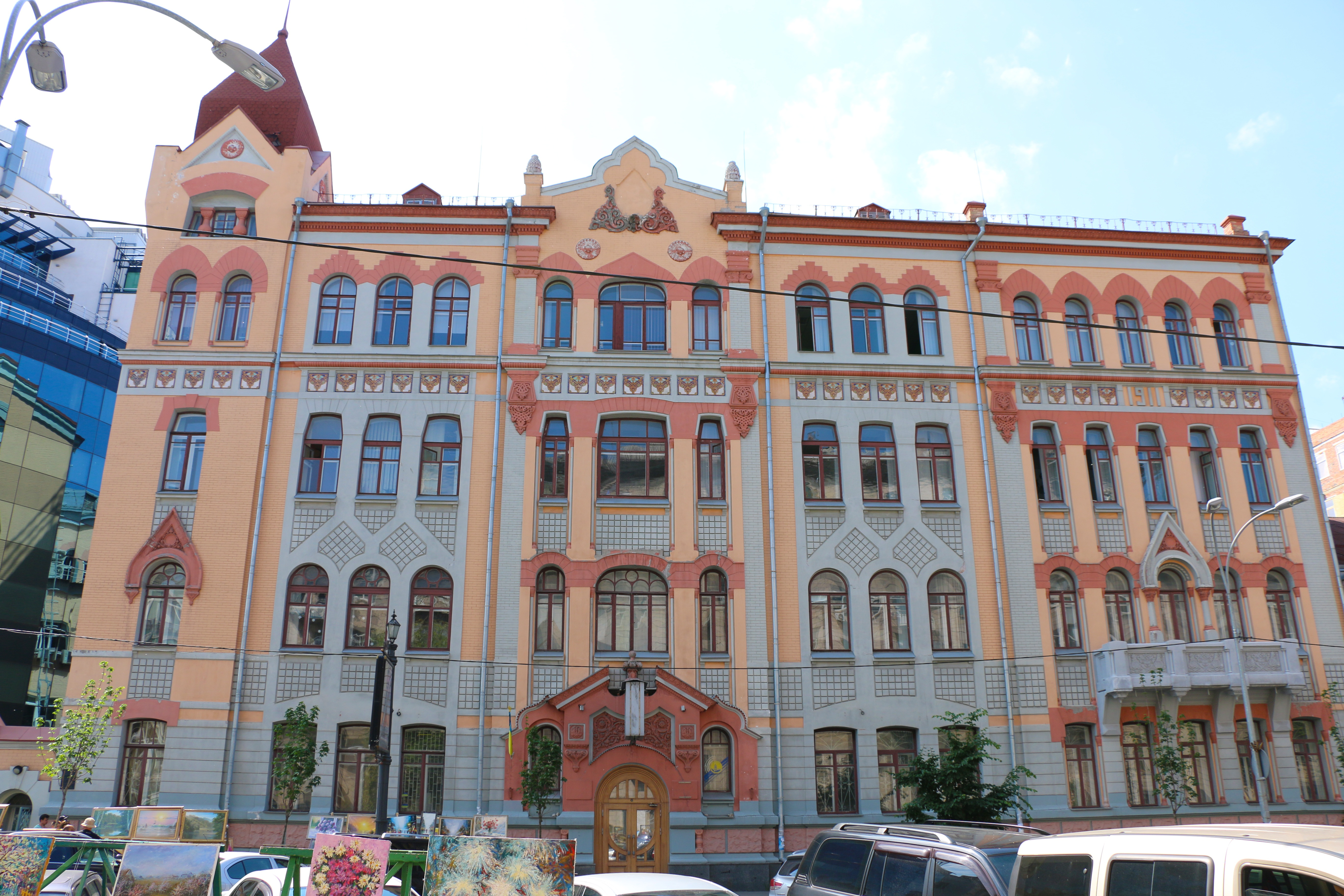
Будинок колишнього Центрального телеграфу на вулиці Володимирській, 10 (Київ)
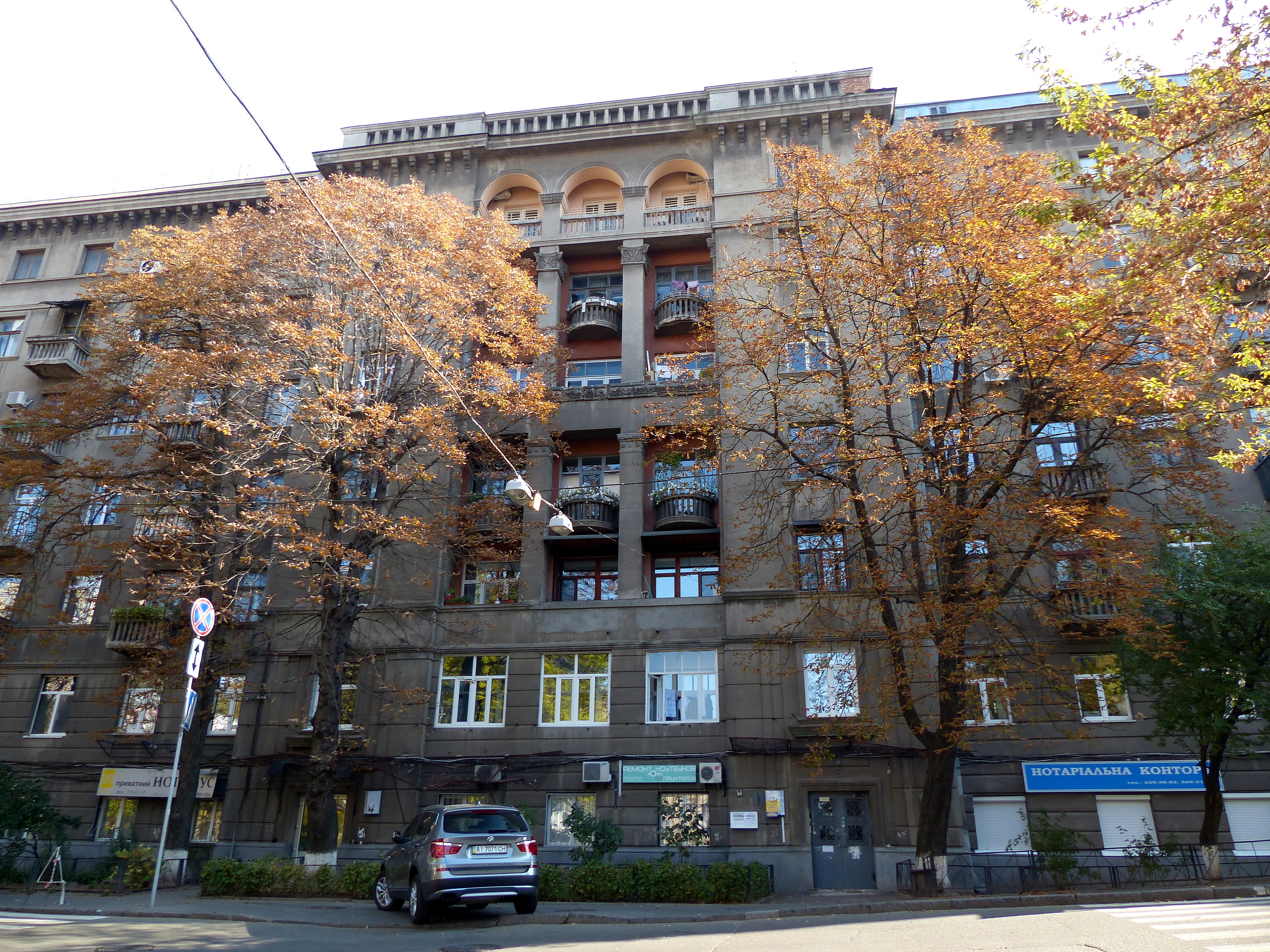
Житловий будинок на вулиці Івана Франка, 9 (Київ)
Пам'ятник В. С. Земляку на Байковому кладовищі

Проєкт будинку Державних архівів УРСР (затверджений 1951 р.). Авторська перспектива основної частини ансамблю з 4 споруд, малюнок пером М.П. Тищенка.
Після кількаразових зменшень фінансування проєктне завдання ЦДІА скорочене до одного корпусу і в такому вигляді реалізоване 1970 р.

Працював також у галузі акварельного живопису та графіки.
Педагогічна робота (у творчих майстернях проф. П. Ф. Костирка, М. Т. Катерноги): керівництво дипломними проєктами республіканської бібліотеки в Києві (Ю. Тягно, 1959), плавального басейну (Е. Васковський, 1960), спортивного комплексу (В. Караченець, 1964), житлового району в Дніпропетровську (М. Міхов, С. Подкопаєв, В. Яворський,  1966) та ін.
Сфера наукових інтересів – архітектурне проєктування, теорія архітектури, теорія архітектурних пропорцій.

## Публікації
Наукові статі з питань архітектури:
- Об истоках пропорций в архитектуре // Строительство и архитектура. – М., 1978. – № 8. – С. 22-24;
- К проблеме пропорций Парфенона. – Депон. в ЦНТИ Госгражданстроя, № 194. – М., 1984;
- Пропорції в давньоєгипетській архітектурі як найдавніша основа теорії архітектури // Східний світ. – 1995. – № 1. – С. 13–27.
- Римський Пантеон і його пропорції // Українська Академія мистецтва. Дослідницькі та науково-методичні праці. Вип. 5. – К., 1998;
- Храм Софії Константинопольської та його основні пропорції // Вісник Української академії мистецтв: Мистецтвознавство – К., 1999. – Вип. 6. – С. 55–63.

Навчальний посібник з теорії архітектури залишився незавершеним.